# Cali Swag District
Cali Swag District (CSD) ist eine US-amerikanische Hip-Hop-Gruppe aus Inglewood, Kalifornien.

## Geschichte
Die vier Mitglieder von Cali(fornia) Swag District gingen in Inglewood auf dieselbe Schule und wurden von Big Wy und Darold Potts von der Checkmate Music Group zusammengestellt und unterstützt. Aus dem Dancemove aus einem Song namens D-Town Boogie, der aus Dallas stammte, machten sie den Dougie und schrieben Teach Me How to Dougie. Im Videoportal YouTube wurde das Lied über neun Millionen Mal aufgerufen und der Remix fast nochmal so oft. Die große Popularität im Internet führte dazu, dass das Lied sich 20 Wochen in den US-Charts hielt und Platz 28 erreichte. In den R&B- und Rap-Charts kam es in die Top 10 und führte sogar die Heatseeker-Charts an. Schließlich wurde es mit Platin ausgezeichnet.
Am 15. Mai 2011 wurde das Bandmitglied M-Bone (eigentlich Monte Ray Talbert), in seiner Heimatstadt aus einem vorbeifahrenden Auto heraus erschossen. Die Hintergründe sind unklar, möglicherweise wurde er nur zufällig zum Opfer. JayAre (eigentlich Cahron Childs) starb am 6. Juni 2014 im Alter von 25 Jahren an den Folgen einer Erkrankung an Sichelzellenanämie.

## Mitglieder
- Yung
- JayAre († 6. Juni 2014)
- C-Smoove
- M-Bone († 15. Mai 2011)

## Diskografie
Alben
- 2011: The Kickback

Singles
- 2010: Teach Me How to Dougie
- 2010: Where You Are
- 2011: Kickback

## Auszeichnungen für Musikverkäufe
| Platin-Schallplatte - Neuseeland - 2023: für die Single Teach Me How to Dougie |

Anmerkung: Auszeichnungen in Ländern aus den Charttabellen bzw. Chartboxen sind in ebendiesen zu finden.
| Land/RegionAuszeichnungen für Musikverkäufe (Land/Region, Auszeichnungen, Verkäufe, Quellen) | Gold | Platin     | Verkäufe  | Quellen          |
| -------------------------------------------------------------------------------------------- | ---- | ---------- | --------- | ---------------- |
| Neuseeland (RMNZ)                                                                            | —    | Platin1    | 30.000    | radioscope.co.nz |
| Vereinigte Staaten (RIAA)                                                                    | —    | Platin1    | 1.000.000 | riaa.com         |
| Insgesamt                                                                                    | —    | 2× Platin2 |           |                  |